# Belic
Belic, pequeño poblado ubicado en el oriente de Cuba, perteneciente al municipio de Niquero de la provincia de Granma a una distancia aproximada de 170 kilómetros de Bayamo.

## Historia
Los primeros pobladores se dedicaban esencialmente a la pesca y la agricultura. Después de 1959 recibió una importante emigración de diferentes regiones de la antigua provincia de Oriente, que se asentaron en este lugar en busca de trabajo en la explotación maderal y en otros trabajos de la agricultura no cañera.
El gobierno revolucionario, a través del Instituto Nacional de la Reforma Agraria (INRA), construyó algunas casas, una escuela primaria, farmacia, panadería y un centro comercial que incluía tienda, oficinas, cafetería, correo y almacenes. Esta edificación está ubicada en el mismo centro del barrio en forma de escuadra en la intersección de las dos calles principales.
En la década de 1960 el poblado tenía alrededor de 100 casas, en su mayoría de paredes de tabla, piso de cemento y techo de zinc, guano y tejas. Las calles no estaban asfaltadas, el agua se bombeaba desde lo alto del poblado a través de una red hidráulica. El servicio eléctrico se limitaba a unas 8 horas diarias a través de un generador de combustible diésel. El transporte público se garantizaba con omnibuses Girón de fabricación nacional que hacían el trayecto de 17 kilómetros desde Niquero a la Playa Las Coloradas con cinco viajes diarios.
A fines de esa década, cesó la tala de bosques, se desmontó el aserrío y con ello se produjo el retorno progresivo de muchos de los que se habían desplazado hasta allí, y le siguieron otros nativos que en su mayoría se mudaron a Niquero, que es la cabecera del municipio más occidental de la provincia de Granma. No obstante, el poblado ha crecido en el número de habitantes y viviendas. La principal actividad económica sigue siendo la agricultura. La pesca es una actividad informal y no existe ninguna industria.